# Фролов, Андрей Владимирович
Андрей Владимирович Фролов — советский режиссёр кино и дубляжа.

## Биография
Андрей Фролов родился 19 октября 1909 года в Санкт-Петербурге. В 1927 году окончил Ленинградский техникум сценических искусств, а в 1937 году — академический факультет режиссёрского отделения ГИКа.
Режиссёр массовых зрелищ в Ленинграде и Москве. Снимал как научно-популярные, так и документальные фильмы. Также был художником нескольких фильмов.

## Фильмография

### Режиссёр
- 1946 — Первая перчатка
- 1952 — На дне
- 1953 — Песни родной стороны
- 1955 — Доброе утро
- 1955 — Гость с Кубани
- 1956 — Песня табунщика
- 1964 — Зелёный дом

### Режиссёр дубляжа
- 1954 — Граф Монте-Кристо / Le comte de Monte-Cristo
- 1954 — Дни любви / Giorni d’amore
- 1956 — Дон Жуан / Don Juan
- 1958 — Бесхарактерный мужчина / L’uomo di paglia
- 1959 — Адам хочет быть человеком

## Награды
- Медаль «За трудовую доблесть» (6 марта 1950 года) — за выдающиеся заслуги в развитии советской кинематографии[1].